# ケネス・トッド・ヤング

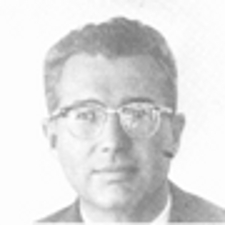
ケネス・トッド・ヤング

ケネス・トッド・ヤング（Kenneth Todd Young, 1916年 - 1972年8月29日）は、アメリカ合衆国の外交官。1961年から1963年まで駐タイ大使を務めた。

## 生い立ち
ヤングは1934年に中国の嶺南大学に留学し、アジア研究の基礎を養った。1935年にミドルセックス・スクールを卒業し、ハーバード大学に進学。フランスのパリ大学に留学し、1939年にハーバード大学で学士号を取得。1942年にハーバード大学で修士号を取得。ハーバード大学の大学院では教育助手として勤務。その後は陸軍航空軍に入隊。

## 国務省時代
ヤングは政治情報官として1946年に国務省に入省。1951年に国防総省対外軍事課長代理補佐官、1952年に国防総省極東専門官、1952年3月20日から1954年9月8日まで国務省北東アジア部長、1954年9月13日からフィリピンおよび東南アジア部長代理、1955年1月から1956年4月までフィリピンおよび東南アジア部長、1956年から1958年まで国務省東南アジア部長を務めた。
1952年11月5日、ヤングは韓国による竹島の領有権主張に関して、在釜山アメリカ大使館のアラン・ライトナー北東アジア部長代理に国務省の見解文書を送達した。この文書においてヤングは「国務省の見解では竹島は日本に帰属する」と言及し、続けて「日本政府の管理物として指定することは正当である」と述べた。そして「SCAPIN677を根拠とした韓国の主張は認められない」と連絡した。
1954年のジュネーヴ会議ではアメリカ合衆国代表団の顧問として参加。朝鮮半島に関する作業部会で議長を務めた。

## 1960年代
連邦政府を離れた後は、スタンダード・バキューム・オイル社に参加。ジョン・F・ケネディが大統領に当選すると、ヤングは駐タイ大使として指名を受けた。ヤングは1961年6月22日から1963年8月19日まで駐タイ大使を務めた。
ヤングの友人の話によると、ヤングの駐タイ大使指名はケネディ大統領の思い付きによるものであった。当時の国務長官ディーン・ラスクは「理由があるにせよ、思慮が足りない」と述べたものの、その時には既にタイ政府はヤングの大使就任の承認を済ませた後であった。

## 晩年
1972年8月29日、心臓発作により死去。